# Varanus lirungensis
Il varano di Lirung (Varanus lirungensis Koch, Arida, Schmitz, Böhme e Ziegler, 2009) è una specie della famiglia dei Varanidi originaria di una piccola area dell'Indonesia. È stato scoperto solo di recente da André Koch, uno scienziato tedesco del Museo di Ricerca Zoologica Alexander Koenig di Bonn, nel corso di una spedizione congiunta tedesco-indonesiana. Koch ha dichiarato che la scoperta di questa specie è molto importante, «poiché illustra l'elevata diversità dei varani in Indonesia».

## Descrizione
L'unico esemplare conosciuto di varano di Lirung raggiungeva una lunghezza totale di circa 80 cm. Il ventre è giallo-grigio con alcune fasce trasversali scure.

## Distribuzione e habitat
V. lirungensis vive solamente a Lirung, un'isola del gruppo delle Talaud.

## Biologia
Le sue abitudini sono quasi sconosciute, ma potrebbero essere simili a quelle di altre specie di varano presenti nella regione.